# انکو (کنتاکی)
انکو، کنتاکی (به انگلیسی: Anco, Kentucky) یک منطقهٔ مسکونی در ایالات متحده آمریکا است که در کنتاکی واقع شده‌است.

## خصوصیات
انکو ۳۶۶٫۹۸ متر بالاتر از سطح دریا واقع شده‌است.